# Stamboom Albert van Pruisen (1809-1872)
Dit is de stamboom van Albert van Pruisen (1809-1872).
| Stamboom Albert van Pruisen (1809-1872) | Stamboom Albert van Pruisen (1809-1872)                                                        | Stamboom Albert van Pruisen (1809-1872)                                                        | Stamboom Albert van Pruisen (1809-1872)                                                        | Stamboom Albert van Pruisen (1809-1872)                                                                    | Stamboom Albert van Pruisen (1809-1872)                                                                    | Stamboom Albert van Pruisen (1809-1872)                                                                    | Stamboom Albert van Pruisen (1809-1872)                                                                    |
| --------------------------------------- | ---------------------------------------------------------------------------------------------- | ---------------------------------------------------------------------------------------------- | ---------------------------------------------------------------------------------------------- | --- | --- | --- | --- |
| Grootouders                             | Frederik Willem II (1744-1797) x Frederika van Hessen-Darmstadt (1751-1805)                    | Frederik Willem II (1744-1797) x Frederika van Hessen-Darmstadt (1751-1805)                    | Frederik Willem II (1744-1797) x Frederika van Hessen-Darmstadt (1751-1805)                    | Karel II van Mecklenburg-Strelitz (1741-1816) x Frederika Caroline Louise van Hessen-Darmstadt (1752-1782) | Karel II van Mecklenburg-Strelitz (1741-1816) x Frederika Caroline Louise van Hessen-Darmstadt (1752-1782) | Karel II van Mecklenburg-Strelitz (1741-1816) x Frederika Caroline Louise van Hessen-Darmstadt (1752-1782) | Karel II van Mecklenburg-Strelitz (1741-1816) x Frederika Caroline Louise van Hessen-Darmstadt (1752-1782) |
| Ouders                                  | Frederik Willem III van Pruisen (1770-1840) x 1793 Louise van Mecklenburg-Strelitz (1776-1810) | Frederik Willem III van Pruisen (1770-1840) x 1793 Louise van Mecklenburg-Strelitz (1776-1810) | Frederik Willem III van Pruisen (1770-1840) x 1793 Louise van Mecklenburg-Strelitz (1776-1810) | Frederik Willem III van Pruisen (1770-1840) x 1793 Louise van Mecklenburg-Strelitz (1776-1810)             | Frederik Willem III van Pruisen (1770-1840) x 1793 Louise van Mecklenburg-Strelitz (1776-1810)             | Frederik Willem III van Pruisen (1770-1840) x 1793 Louise van Mecklenburg-Strelitz (1776-1810)             | Frederik Willem III van Pruisen (1770-1840) x 1793 Louise van Mecklenburg-Strelitz (1776-1810)             |
| Albert van Pruisen (1809-1872)          |                                                                                                |                                                                                                |                                                                                                | | | | |
| Gehuwd met                              | x 1830 Marianne van Oranje-Nassau (1810-1883)                                                  | x 1830 Marianne van Oranje-Nassau (1810-1883)                                                  | x 1830 Marianne van Oranje-Nassau (1810-1883)                                                  | x 1830 Marianne van Oranje-Nassau (1810-1883)                                                              | x 1830 Marianne van Oranje-Nassau (1810-1883)                                                              | x 1853 Rosalie von Rauch                                                                                   | x 1853 Rosalie von Rauch                                                                                   |
| Kinderen                                | Charlotte (1831-1855) x 1850 George II van Saksen-Meiningen (1826-1914)                        | zoon (1832)                                                                                    | Albert (1837-1906) x 1873 Marie van Saksen-Altenburg (1854-?)                                  | Elisabeth (1840)                                                                                           | Alexandrine (1842-1906) x 1865 Willem van Mecklenburg-Schwerin (1827-1879)                                 | Willem van Hohenau (1854-1930)                                                                             | Bernard van Hohenau (1857-1914)                                                                            |
| Kleinkinderen                           | Bernhard III (1851-1928) nog 3 kinderen                                                        | -                                                                                              | Frederik Hendrik (1874-1940) Joachim Albrecht (1876-1939) Frederik Willem (1880-1925)          | - | Charlotte (1868-1944)                                                                                      | ? | ? |